# Les Peintures
Les Peintures är en kommun i departementet Gironde i regionen Nouvelle-Aquitaine i sydvästra Frankrike. Kommunen ligger i kantonen Coutras som tillhör arrondissementet Libourne. År 2022 hade Les Peintures 1 633 invånare.

## Befolkningsutveckling
Antalet invånare i kommunen Les Peintures
Referens:INSEE